# Lijst van rijksmonumenten in Kamerik
De plaats Kamerik telt 22 inschrijvingen in het rijksmonumentenregister. Hieronder een overzicht.
| Object                                                                      | Oorspronkelijke functie? | Bouwjaar                | Architect | Locatie                   | Coördinaten?                 | Nr.?   | Afbeelding                                               |
| --------------------------------------------------------------------------- | ------------------------ | ----------------------- | --------- | ------------------------- | ---------------------------- | ------ | -------------------------------------------------------- |
| Gemaal Kamerik Teylings                                                     | Gemaal                   | 1871                    |           | Mijzijde 1-2              | 52° 5' 57" NB, 4° 53' 38" OL | 22945  | Meer afbeeldingen                                        |
| Statig huis, houten deuromlijsting, fraaie topgevel                         | Woonhuis                 | 1785                    |           | Mijzijde 34-35            | 52° 6' 39" NB, 4° 53' 38" OL | 22947  | Meer afbeeldingen                                        |
| Lage gepleisterde woning, goede landelijke vormen                           | Woonhuis                 | 18e eeuw                |           | Mijzijde 36-37            | 52° 6' 39" NB, 4° 53' 37" OL | 22948  | Meer afbeeldingen                                        |
| Pand met topgevel, rieten dakbedekking                                      | Woonhuis                 |                         |           | Mijzijde 54               | 52° 6' 44" NB, 4° 53' 38" OL | 22949  | Meer afbeeldingen                                        |
| Huis met rechte kroonlijst, in midden topgeveltje, dak met riet gedekt      | Woonhuis                 | 17e eeuw                |           | Mijzijde 52               | 52° 6' 44" NB, 4° 53' 38" OL | 22950  | Meer afbeeldingen                                        |
| Pand met topgevel, gekoppeld aan het pand Mijzijde 64                       | Woonhuis                 |                         |           | Mijzijde 62-63            | 52° 6' 46" NB, 4° 53' 38" OL | 22951  | Meer afbeeldingen                                        |
| Pand met topgevel, gekoppeld aan het pand Mijzijde 62-63                    | Woonhuis                 |                         |           | Mijzijde 64               | 52° 6' 46" NB, 4° 53' 38" OL | 22952  | Pand met topgevel, gekoppeld aan het pand Mijzijde 62-63 |
| Toren van de hervormde of Sint-Hippolytuskerk Kamerik                       | Kerk en kerkonderdeel    | 1834                    |           | Burgemeester Talsmaweg 18 | 52° 6' 42" NB, 4° 53' 43" OL | 22953  | Meer afbeeldingen                                        |
| De Winter                                                                   | Boerderij                | 18e eeuw                |           | Teckop 9                  | 52° 7' 59" NB, 4° 55' 14" OL | 22954  | Meer afbeeldingen                                        |
| Boerderij, langhuis, laag langgerekt gebouw. Geschoren linden voor het huis | Boerderij                | 18e eeuw                |           | Teckop 17                 | 52° 8' 9" NB, 4° 55' 36" OL  | 22955  | Meer afbeeldingen                                        |
| De Zomer                                                                    | Boerderij                | waarschijnlijk 17e eeuw |           | Teckop 23                 | 52° 8' 14" NB, 4° 55' 54" OL | 22956  | Meer afbeeldingen                                        |
| Boerderij, langhuis, vensters met kleine roeden, rieten dakbedekking        | Boerderij                | 1814                    |           | Teckop 20                 | 52° 7' 55" NB, 4° 55' 11" OL | 22957  | Meer afbeeldingen                                        |
| "de Lente", boerderij, langhuis, afgewolfde gevel                           | Boerderij                |                         |           | Teckop 40                 | 52° 8' 12" NB, 4° 55' 56" OL | 22958  | Meer afbeeldingen                                        |
| Lage woning                                                                 | Woonhuis                 |                         |           | Van Teijlingenweg 40      | 52° 6' 40" NB, 4° 53' 40" OL | 22959  | Meer afbeeldingen                                        |
| Herenhuis met rechte kroonlijst                                             | Woonhuis                 | 18e eeuw                |           | Van Teijlingenweg 41      | 52° 6' 40" NB, 4° 53' 40" OL | 22960  | Meer afbeeldingen                                        |
| Pand met topgevel, vensters met luiken                                      | Woonhuis                 | 18e eeuw                |           | Van Teijlingenweg 59      | 52° 6' 45" NB, 4° 53' 40" OL | 22961  | Meer afbeeldingen                                        |
| Lage woningen, rechte daklijst, zadeldak                                    | Woonhuis                 | aanvang 19e eeuw        |           | Van Teijlingenweg 68-69   | 52° 6' 47" NB, 4° 53' 41" OL | 22962  | Meer afbeeldingen                                        |
| Langhuisboerderij: boerderij                                                | Boerderij                | ca. 1860                |           | Mijzijde 8                | 52° 6' 24" NB, 4° 53' 37" OL | 512623 | Meer afbeeldingen                                        |
| Langhuisboerderij: zomerhuis                                                | Boerderij                | ca. 1860                |           | Mijzijde bij 8            | 52° 6' 24" NB, 4° 53' 37" OL | 512624 | Meer afbeeldingen                                        |
| Veldzicht: zomerhuis annex wagenschuur                                      | Boerderij                | 1874                    |           | Houtdijk 8                | 52° 6' 23" NB, 4° 55' 21" OL | 512639 | Meer afbeeldingen                                        |
| Veldzicht: boerderij                                                        | Boerderij                | 1874                    |           | Houtdijk 8                | 52° 6' 23" NB, 4° 55' 21" OL | 512640 | Meer afbeeldingen                                        |